# Федерация Вест-Индии на летних Олимпийских играх 1960
Федерация Вест-Индии принимала участие в летних Олимпийских играх 1960 года в Риме (Италия) под названием Антилы (англ. Antilles, код ANT) в первый и единственный раз за свою историю и завоевала две бронзовые медали. Знаменосцем Антил на церемонии открытия был легкоатлет Джордж Керр. 
После распада Федерации в 1962 году Ямайка и Тринидад и Тобаго уже в 1964 году вновь выступали как независимые страны, а Барбадос дебютировал на Олимпийских играх в 1968 году.

## 03!Бронза
- Лёгкая атлетика, мужчины, 400 метров — Джордж Керр.
- Лёгкая атлетика, мужчины, 4×400 метров, эстафета — Джордж Керр, Джим Веддербёрн, Кейт Гарднер, Малкольм Спенс

## Состав сборной
Велоспорт
 Шоссейный велоспорт
1. Клайд Римпл[1]

 Трековый велоспорт
1. Клайд Римпл[1]

 Лёгкая атлетика
1. Клифтон Бертранд
2. Джим Веддербёрн
3. Кейт Гарднер
4. Деннис Джонсон
5. Джордж Керр
6. Малкольм Спенс
7. Пол Форман

 Парусный спорт
1. Ричард Беннетт
2. Джералд Бёрд

 Стрельба
1. Тони Бридж
2. Кит Де Кассерес

 Тяжёлая атлетика
1. Грантли Соберс

## Результаты соревнований

### Велоспорт

#### Шоссейный велоспорт
Мужчины
| Соревнование    | Спортсмен   | Время | Место | Отставание |
| --------------- | ----------- | ----- | ----- | ---------- |
| групповая гонка | Клайд Римпл | DNF   | DNF   | DNF        |

#### Трековый велоспорт
Мужчины
| Соревнование | Спортсмен   | Время     | Место | Отставание |
| ------------ | ----------- | --------- | ----- | ---------- |
| гит 1000 м   | Клайд Римпл | 1' 16.08" | 23    | +8.81"     |

| Соревнование | Спортсмен   | 1-й раунд                | 1-й утешительный заезд   | 1-й утешительный финал      | 1/8 финала              | 2-й утешительный заезд      | 1/4 финала               | 1/2 финала               | Финал                    | Место |
| Соревнование | Спортсмен   | Соперник Время Скорость  | Соперники Время Скорость | Соперники Время Скорость    | Соперник Время Скорость | Соперник Время Скорость     | Соперники Время Скорость | Соперники Время Скорость | Соперники Время Скорость | Место |
| ------------ | ----------- | ------------------------ | ------------------------ | --------------------------- | ----------------------- | --------------------------- | ------------------------ | ------------------------ | ------------------------ | ----- |
| спринт       | Клайд Римпл | ITAГаярдони TUNФрэнсис R | FINНайман W 12.5         | NEDван дер Тоу USAФрэнсис Q | GBRБинчу FRAГрюше R     | ITAГаспарелла URSВасильев L | Завершил выступление     | Завершил выступление     | Завершил выступление     | 11    |